# Repno (Chorwacja)
Repno – wieś w Chorwacji, w żupanii krapińsko-zagorskiej, w mieście Zlatar. W 2011 roku liczyła 231 mieszkańców.